# 교향곡 101번 (하이든)
교향곡 101번 D장조 (Hoboken 1/101)는 Joseph Haydn 이 작곡한 12개의 런던 교향곡 중 9번째이다. 2악장 전체에 걸친 "똑딱거리는" 리듬 때문에 시계라고 널리 알려져 있다.
하이든은 1793년 또는 1794 년에 교향곡을 완성했다. 그는 두 번의 런던 방문 중 두 번째로 이 책을 썼다. 그의 교향곡 중 하나가 런던에서 300명의 오케스트라와 함께 연주되는 것을 들은 그의 시계 교향곡에는 그 거대한 규모의 장엄함이 적혀 있다. 1794년 3월 3일, 이 작품은 하이든의 동료이자 친구이기도 한 요한 피터 살로몬( Johann Peter Salomon )이 개인적으로 모인 60명의 오케스트라 와 함께 하노버 스퀘어 룸( Hanover Square Rooms )에서 Salomon이 조직한 Haydn의 작품을 특징으로 하는 콘서트 시리즈의 일부로 초연되었다. 두 번째 공연은 일주일 후에 열렸다.
플루트 2개, 오보에 2개, 클라리넷 2개, 바순 2개, 호른 2개, 트럼펫 2개, 팀파니 및 현악기 로 악기 편성이 되어 있다.
작품은 다음과 같은 표준 4 악장 형식으로 되어 있다.
1. Adagio,  (D minor) – Presto,  (D major)
2. Andante,  (G major)
3. Menuetto. Allegretto,  (D major)
4. Finale. Vivace,  (D major)

## 참고 자료
- Beggerow, Alan (2012). “Haydn—Symphony No. 101 'Clock'”. 《Musical Musings》. 2016년 1월 11일에 확인함.
- Grünewald, Helge; Anderson, Phyllis (trans.) (2015). “Free from External Constraints: Two Symphonies by Joseph Haydn and a Piano Concert by Wolfgang Amadeus Mozart”. 《Berliner Philharmonie》. 2017년 5월 19일에 원본 문서에서 보존된 문서. 2016년 1월 11일에 확인함.
- Huscher, Phillip (n.d.). “Symphony No. 101 in D Major (The Clock)” (PDF). Chicago Symphony Orchestra. 2016년 3월 5일에 원본 문서 (PDF)에서 보존된 문서. 2016년 1월 7일에 확인함.
- Robbins Landon, H. C. (1976). 《Haydn: Chronicle and Works, Volume IV》. Bloomington and London: Indiana University Press.
- Steinberg, Michael (1995). 《The Symphony: A Listener's Guide》. Oxford University Press.
- Steinberg, Michael (1998). “Notes on the Program: Symphony No. 101 in D Major, Clock: Franz Joseph Haydn”. 《Leon Levy Digital Archives》. New York Philharmonic. 2016년 1월 11일에 확인함.